# Kingdom of Heaven Part 3 - The Antediluvian Universe (Omega Alive)
Kingdom of Heaven Part 3 - The Antediluvian Universe (Omega Alive) è un singolo del gruppo musicale olandese Epica, pubblicato il 4 novembre 2021 come terzo estratto dal terzo album dal vivo Omega Alive.

## Descrizione
Si tratta della versione dal vivo dell'omonimo brano contenuto nell'ottavo album Omega, che rappresenta il terzo ed ultimo capitolo della serie di brani iniziata nel 2009 con Design Your Universe e proseguita con The Quantum Enigma del 2014.

## Tracce
Testi di Mark Jansen, musiche di Isaac Delahaye, Mark Jansen e degli Epica.
1. Kingdom of Heaven Part 3 - The Antediluvian Universe (Omega Alive) – 13:23
2. The Skeleton Key (Omega Alive) – 5:05
3. Unchain Utopia (Omega Alive) – 4:47
4. Kingdom of Heaven Part 3 - The Antediluvian Universe – 13:24
5. The Skeleton Key – 5:06
6. Unchain Utopia – 4:45